# Sonar Kella
Sonar Kella (Bengalisch: সোনার কেল্লা, Sonār Kellā; übersetzt: Die goldene Festung) ist ein indischer Familienfilm von Satyajit Ray aus dem Jahr 1974. Der Film entstand nach der gleichnamigen Detektivgeschichte Rays.

## Handlung
Der Junge Mukul wird von Erinnerungen an sein früheres Leben verfolgt. Nachts fertigt er Zeichnungen von dem an, was er gesehen haben will. Er befindet sich dauerhaft in einem tranceartigen Zustand. Sein Vater bringt ihn deshalb zur Behandlung zum Parapsychologen Dr. Hajra. Aus den Zeichnungen schließt Hajra, dass sich die Erinnerungen des Jungen auf eine Festung in Rajasthan beziehen, wo der Vater des Jungen als Diamantenschleifer gearbeitet hatte. Dr. Hajra hofft, den Jungen auf einer Reise nach Rajasthan durch Konfrontation heilen zu können.
Ein Zeitungsbericht über Mukul ruft zwei Kriminelle, Burman und Bose, auf den Plan, die den Jungen entführen wollen, um in den Besitz eines im Artikel erwähnten Schatzes zu kommen. Beim ersten Entführungsversuch bemächtigen sie sich eines Jungen aus der Nachbarschaft, ebenfalls mit dem Namen Mukul. Um seinen Sohn zu schützen, beauftragt Mukuls Vater daraufhin den Detektiv Feluda, der mit seinem Assistenten und Cousin Tapesh nach Rajasthan fährt. Inzwischen besichtigt Dr. Hajra mit Mukul das Rote Fort in Delhi, das aber nicht die gesuchte „Goldene Festung“ ist. Burman und Bose sind den beiden gefolgt, gemeinsam besteigen sie den Zug in Richtung Jaipur und werden miteinander bekannt. Sie stellen fest, dass sie Hajra kennen, er hatte vor Jahren einen Betrug der beiden in Allahabad aufgedeckt. Bei der Besichtigung der Festung in Jaipur stößt Bose Dr. Hajra einen Abhang hinab; Mukul glaubt, Hajra sei nur weggezaubert und geht mit den beiden Kriminellen nach Jodhpur in ein Hotel. Fortan gibt sich Burman als Dr. Hajra aus. Der echte Dr. Hajra ist nur verletzt und folgt ihnen nach, nachdem er notdürftig ärztlich versorgt wurde.
Feluda begegnet mittlerweile im Zug dem Kinderbuchautor Jotayu, der in Rajasthan ein Buch schreiben will und sich ihm anschließt. Bereits am ersten Abend als Feluda sich im selben Hotel wie die Kriminellen mit Mukul niedergelassen hatte, verübt Bose einen Anschlag mittels eines giftigen Skorpions auf ihn, der aber misslingt. Am nächsten Morgen zieht auch Jotayu in das Hotel. Ein Ausflug nach Bikaner erbringt wieder nicht die gesuchte „Goldene Festung“.
Mittels Hypnose erlangen Burman und Bose von Mukul den Namen des gesuchten Ortes: Jaisalmer. Am nächsten Tag machen sie sich auf den Weg und lenken die Aufmerksamkeit Feludas auf eine andere Stadt. Dieser kommt jedoch hinter das Rätsel der „Goldene Festung“ – die Festung und die Häuser der darin befindlichen Stadt sind aus gelbem Kalkstein gebaut, die sie in der Kinderfantasie golden erscheinen lassen. Sie reisen nach Jaisalmer, doch ihr Auto bleibt zweimal in Glasscherben auf der Fahrbahn stecken und Feluda, Tapesh und Jotayu sind auf Kamele angewiesen, auf denen sie weiter durch die Wüste Thar reiten. Bei einem Nachtlager erkennt Feluda unter den Rajasthanern Bose. Sie nehmen einen Nachtzug nach Jaisalmer, in dem es zur Konfrontation mit Feluda und Bose sowie mit dem ebenfalls nachgereisten Dr. Hajra und Bose kommt und dieser vor Angst aus dem Zug stürzt. Feluda macht sich bei Ankunft des Zuges mit Dr. Hajra bekannt.
Mukul und Burman sind inzwischen auf der Festung in Jaisalmer angekommen und Mukul erkennt sie als seine „Goldene Festung“. Beim Gang durch die Stadt im Innern der Festung erinnert er sich an die Bewohner bestimmter Häuser. Im Streit rennt er dem falschen Dr. Hajra davon, dieser wird von Feluda gestellt. Mukul findet das Haus seiner Familie und ist von seinem hypnotischen Zustand befreit.

## Hintergrund
Sonar Kella ist eine Detektivkomödie und die erste Verfilmung Rays eines seiner Kinderbücher um den Detektiv Feluda; eine zweite Feluda-Geschichte drehte er mit Joi Baba Felunath (1979). Die preisgekrönten Farbaufnahmen wurden auch zur Erzeugung dramatischer Effekte verwandt. Es wurde an Originalschauplätzen in den rajasthanischen Städten gedreht.
Der Film wurde am 27. Dezember 1974 veröffentlicht.

## Auszeichnung
- National Film Awards 1974
  - Beste Regie
  - Bestes Drehbuch
  - Beste Kamera (Farbe)
  - Bester Film in Bengali
- Bester Film und Beste Regie, Government of West Bengal, 1974
- Teheran International Festival of Films for Children and Young Adults 1975
  - Golden Statue for Best Live Feature Film